# St. Jodokus (Bergheim)

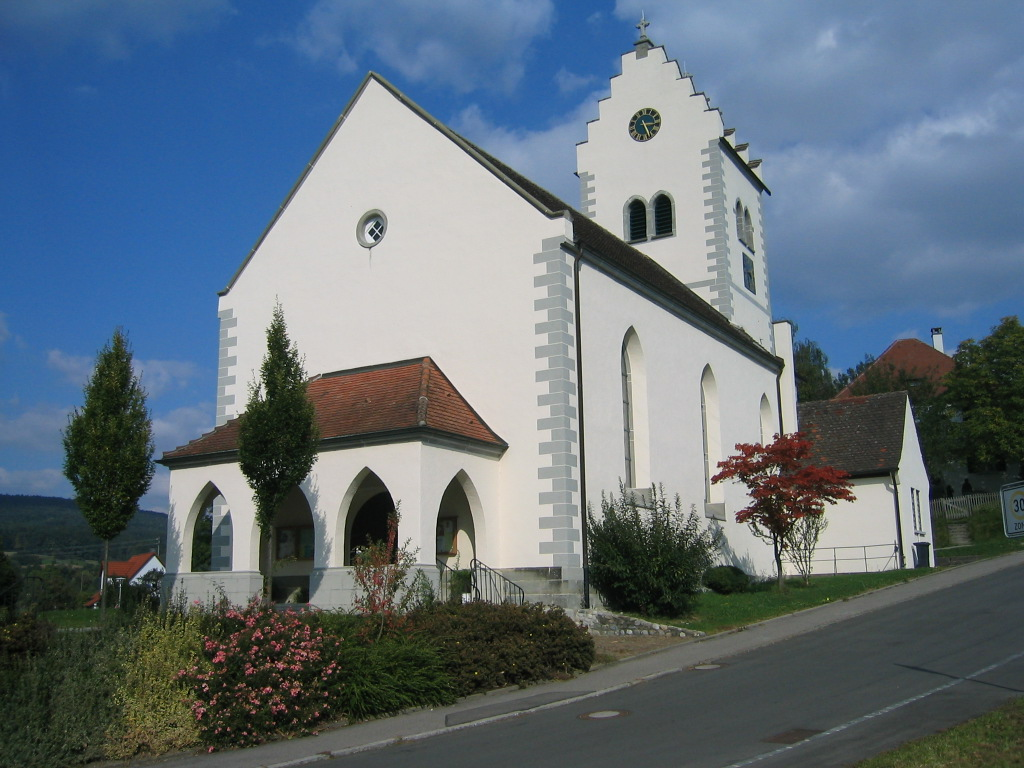
St. Jodokus in Bergheim

Die römisch-katholische Pfarrkirche St. Jodokus steht in Bergheim, einem Stadtteil von Markdorf im Bodenseekreis in Baden-Württemberg. Die Kirchengemeinde gehört zum Dekanat Linzgau im Erzbistum Freiburg. Die Kirche ist als Denkmal beim Landesamt für Denkmalpflege Baden-Württemberg eingetragen.

## Beschreibung
Die 1634 durch einen Brand zerstörte Saalkirche wurde in den Jahren 1653–55 wieder aufgebaut. Sie wurde 1876 erweitert und besteht aus einem Langhaus, einem Chorturm auf quadratischem Grundriss im Osten und der an dessen Südwand angebauten Sakristei. Das Portal befindet sich an der Westseite hinter einer Arkade. Der Chorturm ist mit einem Satteldach zwischen Staffelgiebeln bedeckt, auf denen sich die Zifferblätter der Turmuhr befinden. Sein oberstes Geschoss beherbergt hinter den als Biforien gestalteten Klangarkaden den Glockenstuhl, in dem drei Kirchenglocken hängen.